# Dianthus lindbergii
Dianthus lindbergii là loài thực vật có hoa thuộc họ Cẩm chướng. Loài này được Riedl mô tả khoa học đầu tiên năm 1962.